# Passo del Forno
Il passo del Forno (romancio Pass dal Fuorn o Süsom Give, tedesco Ofenpass, in francese Col de l'Ofen) è un passo alpino che collega le valli grigionesi dell'Engadina e la val Monastero e quindi anche la val Venosta (Alto Adige) e la Valtellina (Lombardia). Dal punto di vista orografico il passo si trova nelle Alpi della Val Müstair (sottosezione delle Alpi Retiche occidentali).

## Descrizione
Nel 1871 venne aperta la strada (attuale strada principale 28), nel 1922 incominciò il servizio per tre mesi l'anno di un trasporto tra Zernez e Santa Maria Val Müstair che nel 1927 venne esteso a sei mesi e dal 1934 a tutto l'anno. Si progettò di costruire nel 1909 una ferrovia a scartamento ridotto tra Zernez e Malles Venosta che passasse dal passo del Forno ma il progettò non andò in porto a causa della prima guerra mondiale e di difficoltà finanziarie.

## Curiosità
Nel passo del Forno è stato fotografato l'orso bruno (Ursus arctos) nel luglio 2005 che non era stato visto in Svizzera dal 1923.